# フィリピンの神話上の生き物
フィリピンの神話上の生き物（フィリピンのしんわじょうのいきもの、Philippine mythical creatures）では、フィリピンの神話や伝説で語られる超自然的な存在について解説する。
フィリピンの伝承はギリシアやローマの神話と違って、秩序だったパンテオンに組織されることもなければ、一般に長編の叙事詩も持っておらず、そして歴史の領域に属しているものでもない。フィリピンの神話は田舎のフィリピン人たちの生活においていまだ生きた役割りを演じている。フィリピン中の田園地帯に広まっている無数の神話は、様々な種類の神話上の生き物を伝えている。これらの生き物に関する科学的根拠はないが、フィリピンの田舎でその存在を固く信じる人々が不足するということもまたない。この矛盾は時に、純粋で善良な人間だけがこうした生き物を見ることができるのだという説明で合理化される。

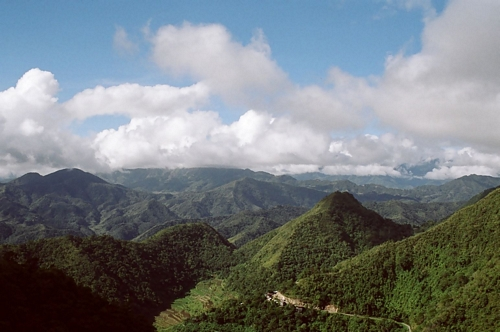
フィリピンの山岳地帯（ルソン島）

## 意義
伝統的に、人々は周囲の世界を説明するために神話を創造してきた。科学と実証主義の時代の到来以前、神話と伝説は自然現象を解釈するため、宇宙の本質を説明するため、そして存在の目的を解明するために超自然を引き合いに出すことで人類に奉仕してきた。フィリピン神話も例外ではない。フィリピンの伝説は、時に子供たちへの言い聞かせや病気の原因の説明のために引用される超自然的な生き物の話だけでなく、フィリピン諸島の誕生譚などの幅広い物語を含んでいる。　

## 神話上の生き物たち

### アマランヒグ
ヒリガイノン人はアマランヒグ（Amalanhig）と呼ばれる存在を信じている。それはアスワン（フィリピンのヴァンパイア。後述する）の一種で、墓の中から起き上がり人間の首を噛んで殺す。アマランヒグから逃れるためにはジグザグ方向に走る必要がある。彼らはその硬直した体のために直線方向にしか進めないからだ。また、木か十分に高いステージのうえに登ると彼らの射程から離れられる。彼らは深い水を恐れるので、湖や川に飛び込むことも効果的である。

### アスワン
アスワン（Aswang）はヴァンパイアのフィリピンにおける形態である。彼らは昼間は人の姿をしているが、夜になると怪物の姿に変身して人間を襲って食べる。特にお産の近い妊婦を好んで襲う。アスワンは人間の姿から蝙蝠、豚、黒毛の犬などの動物の姿へ変身することができる。いくらかのアスワンは意のままに変身することができ、他のものは邪悪な魔術師が調合した腐敗した油を使って変身する。アスワンは不注意な旅人や眠っている人々を餌食にするために夜現われる。彼らには人間の肝臓の味への独特の嗜好があるといわれている。アスワンの言い伝えはビサヤ諸島、特にカピス州、アンティーケ州、イロイロ州で多く見られる。アスワンはまた人間の胎児への嗜好を持ち、妊婦の匂いを利用して獲物を見つけるといわれる。それはアスワンにとって熟れたジャックフルーツのような匂いだからだ。妊婦の住む家を見つけると、アスワンは屋根に降り立ち、舌を糸のように細く伸ばして子宮に入れて胎児を楽しむ。　

### バトハラ

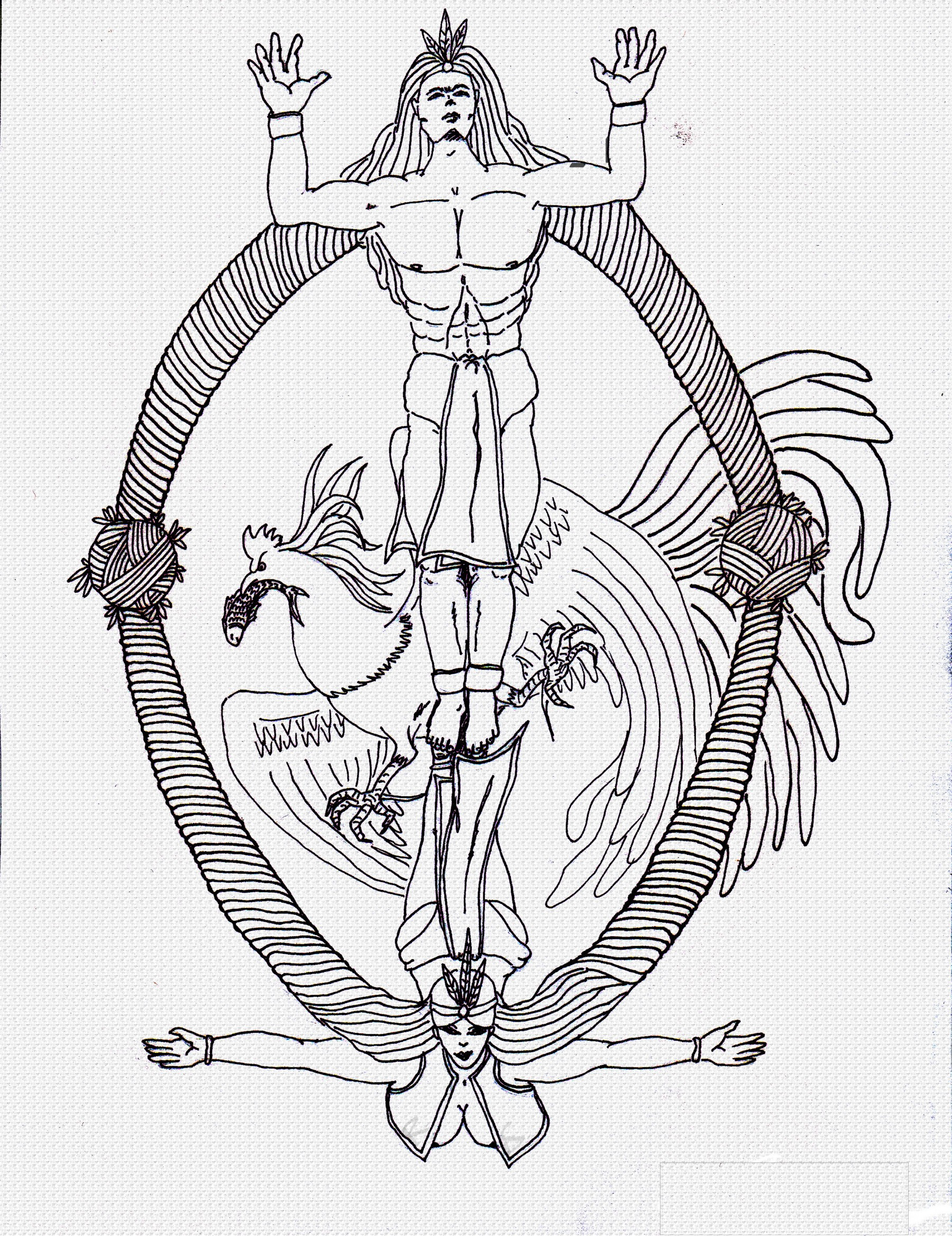
バトハラ（上）・ディワータ（下）・魔法の鳥 サリマノック（中央）

バトハラ（Bathala）、ジョス（Diyos）またはアポ（Apo）はフィリピン神話の創造神である。

### ベルナルド・カルピオ
ベルナルド・カルピオ（Bernardo Carpio）は大きく、強く、そして勇敢な巨人。彼はリサール州モンタルバン（現ロドリゲス）の洞窟の中に閉じ込められたとされている。

### ブギスギス
ブギスギス（Bungisngis）はいつも陽気でくすくす笑っている一つ目の巨人。このフィリピンの巨人はバタアン州(Bataan)の森や林に住んでいる。幸せで陽気なキュクロープスである。ビサヤ地方ではブドボド(Budbod)と呼ぶ。

### ディワータ
ディワータ（Diwata）、エンカンターダ（engkantada, スペイン語のencantadaから。この場合、「魅惑的な女性」を意味する）またはエンカント（engkanto, スペイン語のencantoから。「魅力」を意味する）は妖精、ニンフ、女神または、森、海、山、大地や大気といった自然の創造物を守護すると信じられている魅惑的な存在である。ディワータはアカシアやガジュマルのような大きな木に住んでいるといわれている。彼女たちは自然の守護精霊で、森や山に良いことをする者には恵みをもたらし、悪いことをする者には呪いをかける。有名なディワータの一つは、ラグナ州のマキリン山の守護者マリア・マキリン（Maria Makiling）である。エンカントは大抵の超自然的存在に対する包括的名称である。共通の意味は彼女たちが主に森や海に住む妖精だということになる。男性の場合はエンカンタード、女性の場合はエンカンターダと呼ばれることもある。

### ドゥエンデ

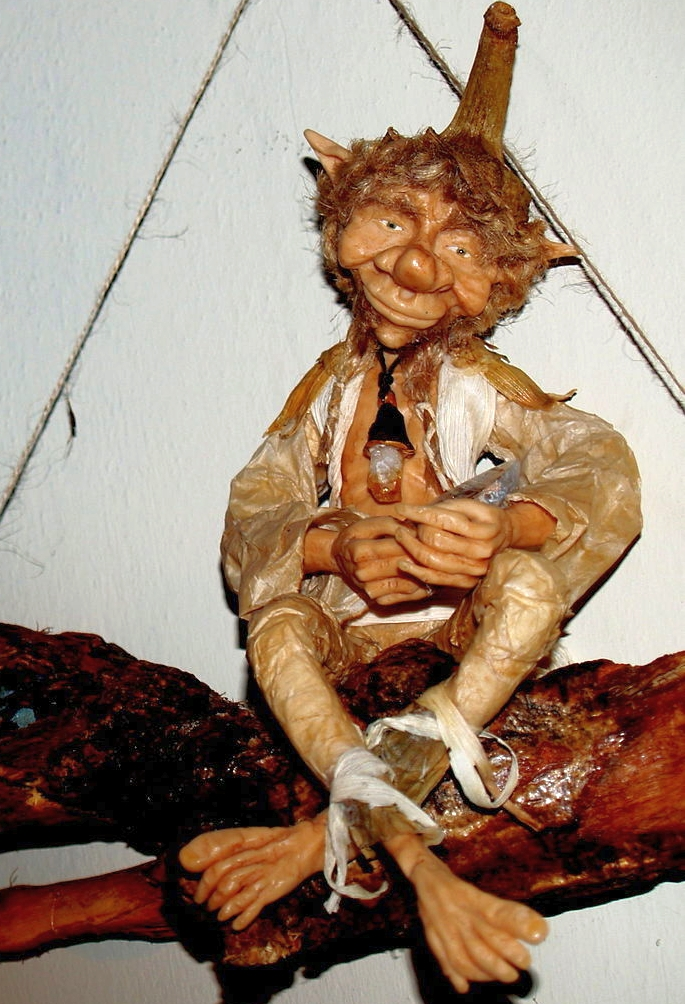
ドゥエンデの人形

ドゥエンデ（Duwende）はゴブリンやエルフ、ドワーフに当たる。スペイン語でゴブリンやエルフを意味するduendeに由来する。この語はもともとduen de casaすなわち家の主人を語源としている。彼らは人間に幸運も不運も与えることができる小さな生き物である。フィリピンでは彼らはしばしば家の中や木、地下、山や丘のような蟻塚そして田舎の地域に住んでいる。彼らは人々はどう扱うかによって善良にもなり、有害にもなると考えられている。彼らはふつう正午に一時間か、或いは夜の間に現れる。フィリピン人はいつも、彼らに迷惑をかけていることを許してもらうように頼むため「Tabi-tabi po」或いは「Bari-bari apo ma ka ilabas kami apo」とつぶやく。フィリピン人はその家に住んでいる（または守っている）ドゥエンデが彼らに怒りを抱かないようにするため、よく床に食べ物を置く。

### エクエク
エクエク（Ekek）は鳥のような人間である。彼らは夜に獲物を探す翼のある人間で、血と肉に飢えている。

### フアン・タマッド
フアン・タマッド（Juan Tamad, 怠け者のフアン）は怠け者の男で、猿たちによって土の下に埋葬された。彼の怠け者ぶりに、猿たちが彼はもう死んでいると思ったためである。彼は世界で一番怠け者の男だといわれている。

### カプレ
カプレ（Kapre）は不潔な黒い巨人で、巨大な葉巻を好んで吸う。彼らはガジュマルや古いアカシアやマンゴーなどの大木の陰に隠れているか、その上に座っている。フィリピンにおけるビッグフットで、夜に遊んでいる子供たちを怖がらせる存在である。もしあなたが道に迷いまるで一箇所に足止めされてぐるぐる回っているようになったら、その状態はカプレに弄ばれているのだといわれる。その状態から逃れるためにはTシャツを脱いで裏返しに着るとよい。

### マラカスとマガンダ

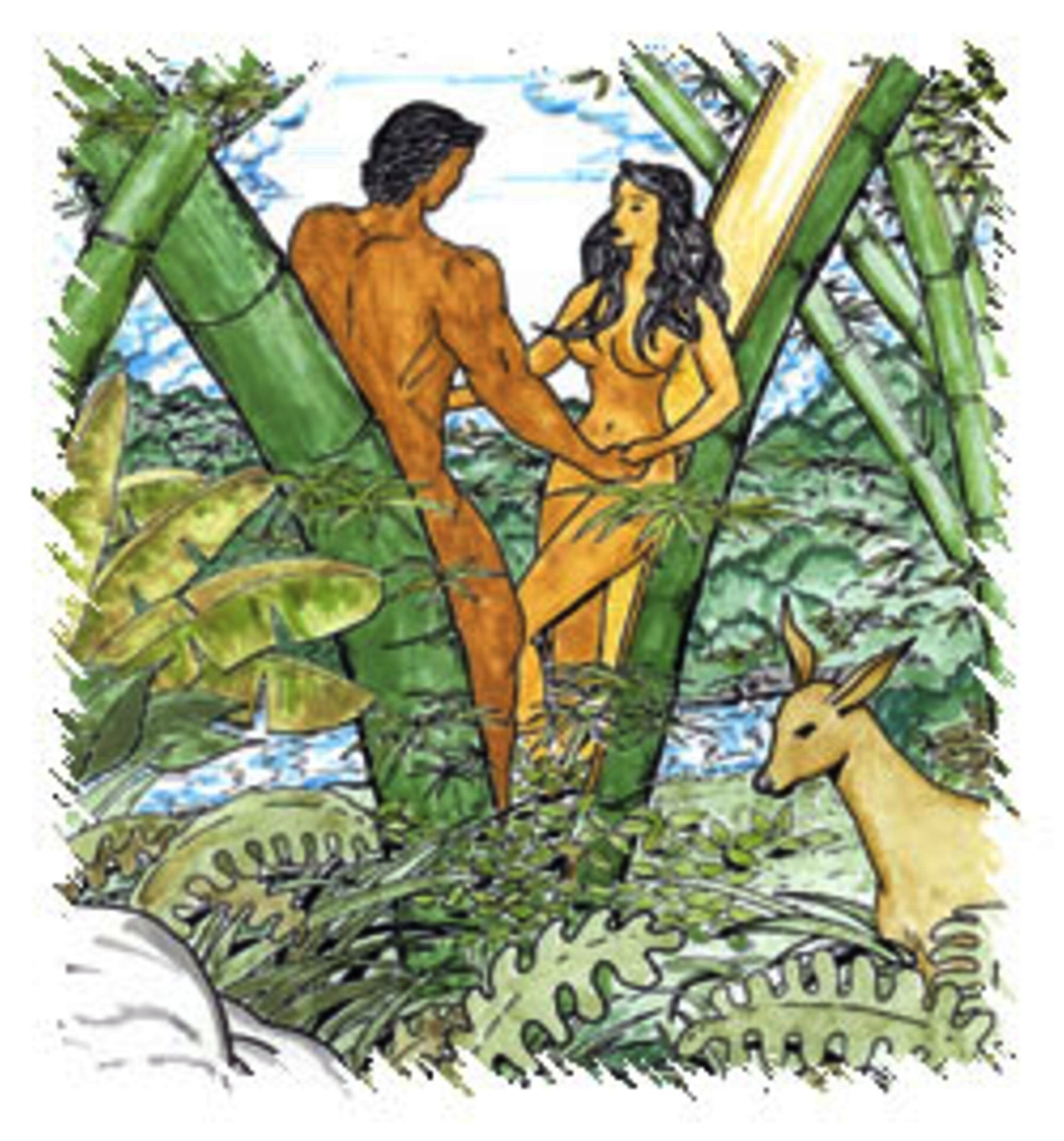
マラカスとマガンダ

マラカスとマガンダ（Malakas and Maganda, 「強さと美」を意味する）はフィリピンにおけるアダムとイヴである。彼らはマガウルというサリマノック（幸運をもたらすという魔法の鳥。後述する）のつっついた大きな竹から生まれたといわれている。

### マンババラン
マンババラン（Mambabarang, 「呼び寄せる人」を意味する）は魔女で、彼女の憎む人の体に侵入させるために虫と悪霊を使う。マンククーラム（フィリピンの魔女。後述する）の一種に当たる。彼女は通常の人間であるが、犠牲者の体に虫をはびこらせて苦しめ、やがて死に至らせることのできる黒魔術を使う。マンククーラムは痛みと病をもたらすことができるのみなので、この点でマンババランとは異なる。マンババランは彼女の選んだ犠牲者の髪の毛の房を霊媒となる虫に結びつける。彼女がその虫を刺すと、その犠牲者もすぐに苦痛を受ける。

### マナナンガル

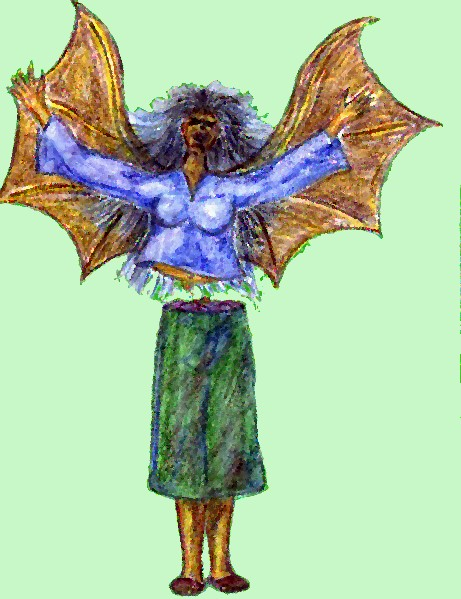
マナナンガル

マナナンガル（Manananggal）はアスワンの一種で、その上半身を下半身から切り離して飛ぶことができる。彼女は赤子や母親の子宮の中の胎児を食べる。長い舌を家の屋根の小さな穴から通して伸ばすという方法で子供たちを餌食にする。細く鋭い舌の先端を妊婦のへそに接触させて胎児の血を吸う。この生き物の名前はフィリピンの言葉で「別れる（to separate）」を意味するtanggalに由来する。下半身から上半身を分離する能力があるからである。
マナナンガルは村や町を訪れる女呪術師であることもある。この体を分離する怪物は、夜の狩りの間に下半身を残しておくための人気のない場所を選ぶ。彼女は下半身から分離したときに飛行する能力を得る。それから彼女は妊婦の住んでいる家を探しにいく。ちょうどいい犠牲者を選ぶと、その家に降り立ち舌を屋根から挿入する。その舌は細長くとても柔らかい。彼女はそれを眠っている女性の子宮に穴を開け、胎児を吸い出すために使う。別の機会には、彼女はその美貌によって男を誘惑し、彼を人気のない場所に誘い込んで生きたまま食べる。彼女はふつう心臓や胃、肝臓といった内臓を好んで食べる。彼女が怪物の姿をしているときは日光が致命的な弱点となる。夜明けの到来時にまだ半分に分かれたままでいると彼女は滅ぼされる。言い伝えられているところでは、マナナンガルを滅ぼすためには彼女が夜の狩りにあたって残しておいた下半身を捜すべきだとされる。塩と灰とニンニクをそのむき出しの肉につけることで、上半身が再結合するのを防ぎ、日光に弱いままにしておくことができるという。また、塩と灰と生の米の小さな入れ物とゴムの燃える臭いが、マナナンガルが家に近づくのを防ぐといわれている。
ネグロス島のバコロドの言い伝えではエイの尻尾を乾燥させたもの(おしっこのような臭みがある)を家に置いておくとマナナンガルの進入を防ぐといわれています。
尚、マレーシアではpenanggalans(ペナナンガラン)と呼ばれている。

### マナウル
マナウル（Manaul）は鳥になった神話上の王である。彼は海と空との戦いを引き起こしたと信じられている。その海と空との衝突がフィリピン諸島を形づくったといわれる。

### マンククーラム
マンククーラム（Mangkukulam）またはブルーハ（bruha, スペイン語のbrujaから。「魔女」を意味する）は魔女あるいは呪術師で、人々に邪悪な呪いをかける。男の呪術師の場合は特にブルーホ（bruho, スペイン語のbrujoから。brujaの男性形）という。彼らはマンガガワイ（Manggagaway）とも呼ばれる。彼らは黒魔術を使う。
マンババランとマンククーラムとの違いは、マンババランはその犠牲者に危害を加えるために呪術の虫を使うという点にある。これらの虫は呪文に続いて解き放たれ、標的を探してその皮膚に潜り込む。

### マリア・マキリン

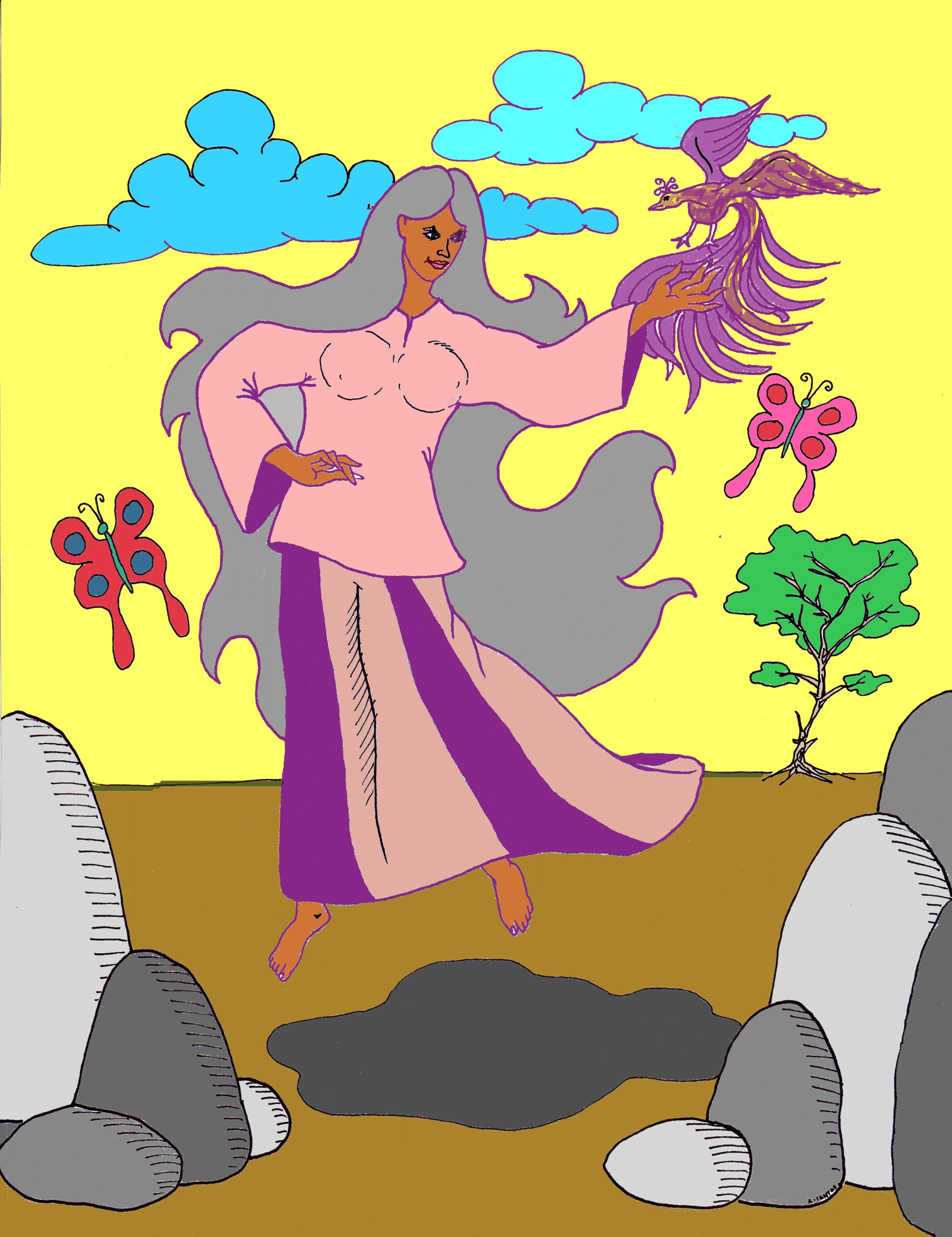
マリア・マキリン

マリア・マキリン（Maria Makiling）またはマリアン・マキリン（Mariang Makiling）はラグナ州の休火山マキリン山の頂上に住む妖精である。口頭伝承はマキリン山がかつて城で、マリア・マキリンは人間の男と恋に落ちた王女だったと述べている。

### ムルト
ムルト（Multo）は幽霊を表すタガログ語で、スペイン語で「死者」を意味するmuertoに由来する。迷信深いフィリピン人は、しばしば彼らの亡くなった親族の霊魂である、ある種のムルトは定期的に彼らのもとを訪れると信じている。

### ヌーノ・サ・プンソ
ヌーノ・サ・プンソ（Nuno sa punso, 直訳すると「塚のゴブリン」）は不可思議な土の塊（蟻塚）に住むゴブリンまたはエルフである。彼らはその住居に足を踏み入れる人間に幸運も不運も与えることができる。迷信深いフィリピン人は塚を通り過ぎるとき、「Tabi-tabi po」(意味:横を通らせていただきます)といってそこに住むヌーノの許可を求める。人のかかる奇妙で突発的な病(例えば、脚が象の脚のように腫れ上がる等)が時にヌーノに原因があると考えられることがある。

### パサトサト
パサトサト（Pasatsat）は「刺す（to stab）」を意味するパンガシナン語のsatsatを語源としている。第二次世界大戦で殺された人々の幽霊である。当時棺はとても高価だったので、死者の家族は遺体を葦の敷物で包んだ。そして遺体は墓地ではない場所に葬られた。非常に貧しかった当時、墓荒らしが横行していたためである。この幽霊はふつう寂しげな道に現れて通行人の邪魔をする。これから逃れるためには、葦の敷物を刺して（ここからpasatsatと名づけられた）それを広げる必要がある。腐肉のような不快な臭いがするが、中には遺体は入っていない。

### サンテルモ
サンテルモ（Santelmo）またはサント・エルモ（Santo Elmo）は多くのフィリピン人に目撃されている火の玉で、特にシエラマドレ山脈での目撃が多い。科学的には電線から放出された電場だと説明される。しかし、その目撃例はスペイン時代（1500s-1800s）から報告されている。また、アルプス山脈やヒマラヤ山脈でも目撃されている（セントエルモの火及びウィルオウィスプも参照）。

### サリマノック

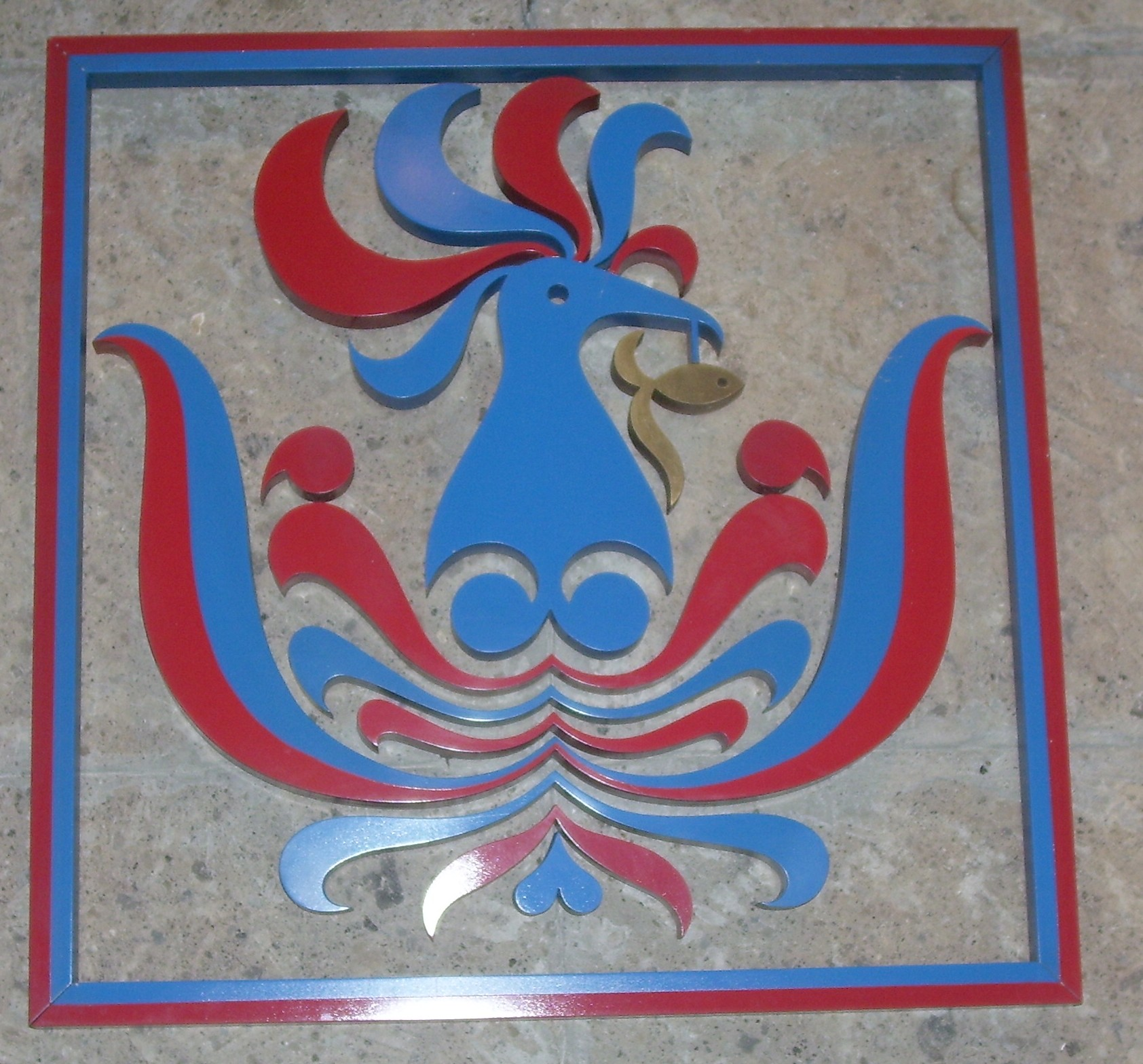
サリマノック

サリマノック（Sarimanok）は神話上の魔法の鳥で、それを捕まえた人に幸運をもたらすといわれている。マガウル（Magaul）として知られるサリマノックはマラカスとマガンダの伝説に結びつけられている。マガウルはマラカスとマガンダの生まれた竹をつっついたサリマノックである。

### シレーナ

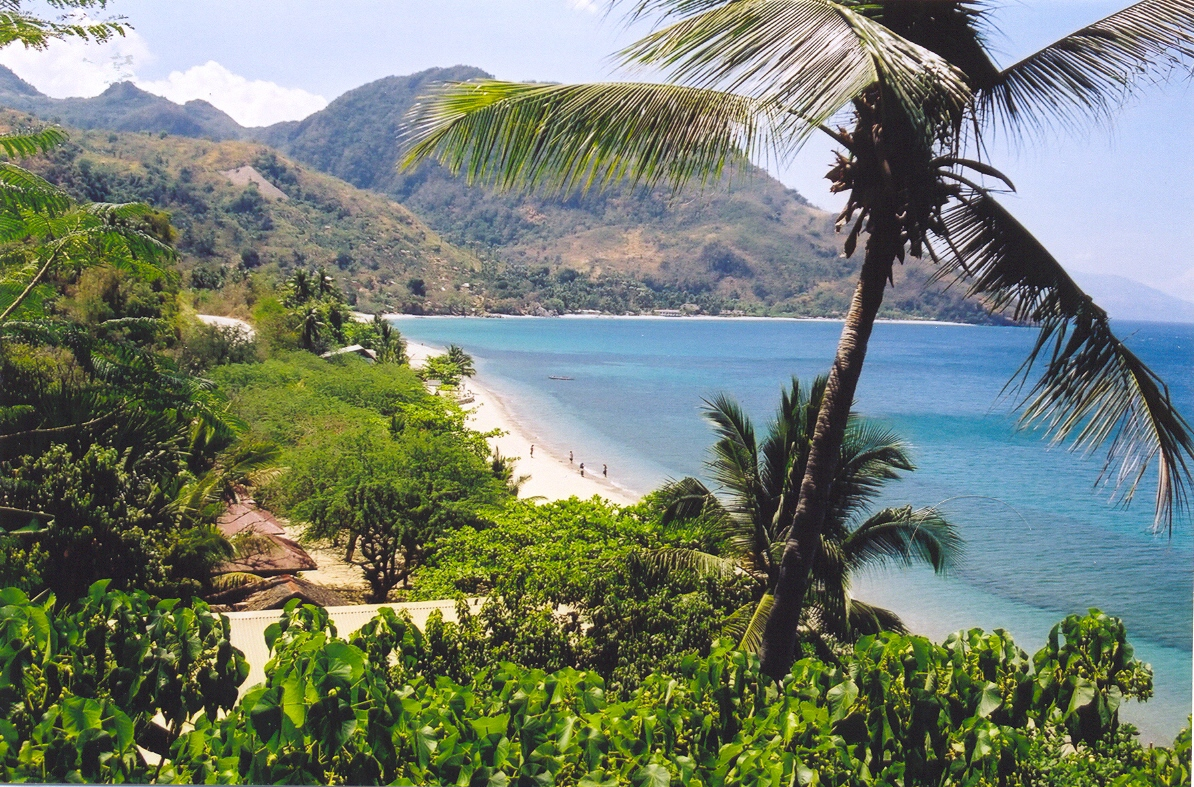
フィリピンの海岸風景（ミンドロ島）

シレーナ（Sirena）はマーメイドで、人間の上半身と、下肢のかわりに魚の尾を持つ海の生き物である。彼女たちは漁師や旅人を引きつける。報告によれば、シレーナは漁師たちによって陸からしばしば目撃されており、特に太平洋岸の町で多い。

### ショコイ
ショコイ（Siyokoy）はマーマンで、人間の形と鱗に覆われた体を持つ海の生き物である。男性のシレーナに相当する。このフィリピンのマーマンの下肢は魚の尾であることも、鱗に覆われた脚と水かきのある足であることもある。彼らは長く緑色の触手を持っていることもある。彼らは人間を食料とするために海に引きずり込む。ショコイはえらを持ち、茶色か緑色で、魚のそれのような鱗を持つ。

### ティクバラン

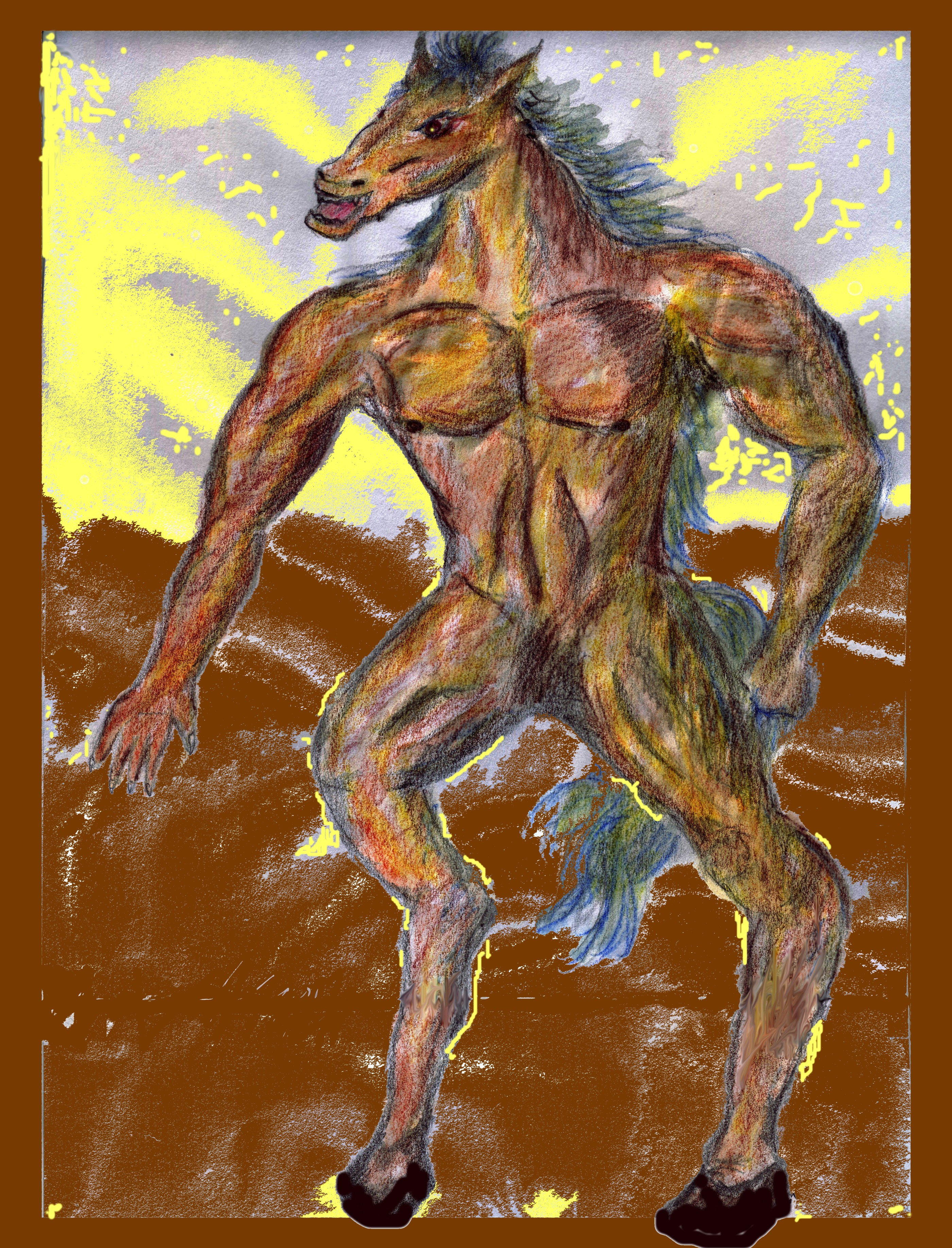
ティクバラン

ティクバラン（Tikbalang）またはティグバラン（Tigbalalng）は半人半馬の悪魔的な馬である。彼は馬の頭に人の胴体、そして馬の足を持つ。人間の女をレイプするために夜に徘徊する。被害に遭った女性は更にティクバランを産むことになる。彼らはまた特に山地や森で旅人を迷わせるとも信じられている。ティクバランは人々に対し悪戯をするのも好きで、ふつうは人間に本当ではないことを想像させる。また時に人間を発狂させることもある。言い伝えによれば、お天気雨が降っているときはティクバランが結婚式を挙げていると考えられる。馬がフィリピン諸島に到来したのはスペインの進出時であるため（よってフィリピンで「馬」を表す言葉はスペイン語からの借用語kabayoである）、半人半馬の生き物のイメージは原住民に夜を恐れさせるためにコンキスタドーレスによって広められたという説がある。ティクバランは実は日本の天狗のような半人半鳥の生き物であると主張する物語もある。

### チャナック
チャナック（Tiyanak）またはインパクト（Impakto） は洗礼式に与る前に死亡した赤子である。死後、彼らは未受洗の死者が赴く地獄の一室であるリンボとして知られる場所に行き、邪悪な霊に変身する。こうした幽霊は生者を食べるためにゴブリンの姿で人間の世界に戻る。チャナックは悪魔と人の子供であることもある。また、その母親に復讐するためにやってきた中絶された胎児であることもある。多くのチャナックは森に住むといられる。チャナックが人間を見つけると、ふつうの赤子のように見える姿に変身する。人がそれに気づきよく見ようと近づくと、チャナックはその本来の姿に戻り、犠牲者を餌食にする。